# Континентальна експансія США
Континентальна експансія США — процес територіально-політичного розширення Сполучених Штатів Америки на захід континенту Північна Америка з моменту здобуття незалежності тринадцяти колоніями від Великої Британії та до утворення континентальних штатів США у своєму сучасному вигляді.
У цій статті представлені всі етапи цього процесу в хронологічному порядку із зазначенням кожної придбаної або залишеної материкової території, обставин її набуття/втрати. При цьому розглядаються виключно територіально-політичні та правові (а не міжетнічні, економічні чи культурні) взаємини держав, що виводить за рамки процесу відносини США з племенами та племінними союзами корінних північноамериканців — див. «доктрина відкриття».

## 1783–1853

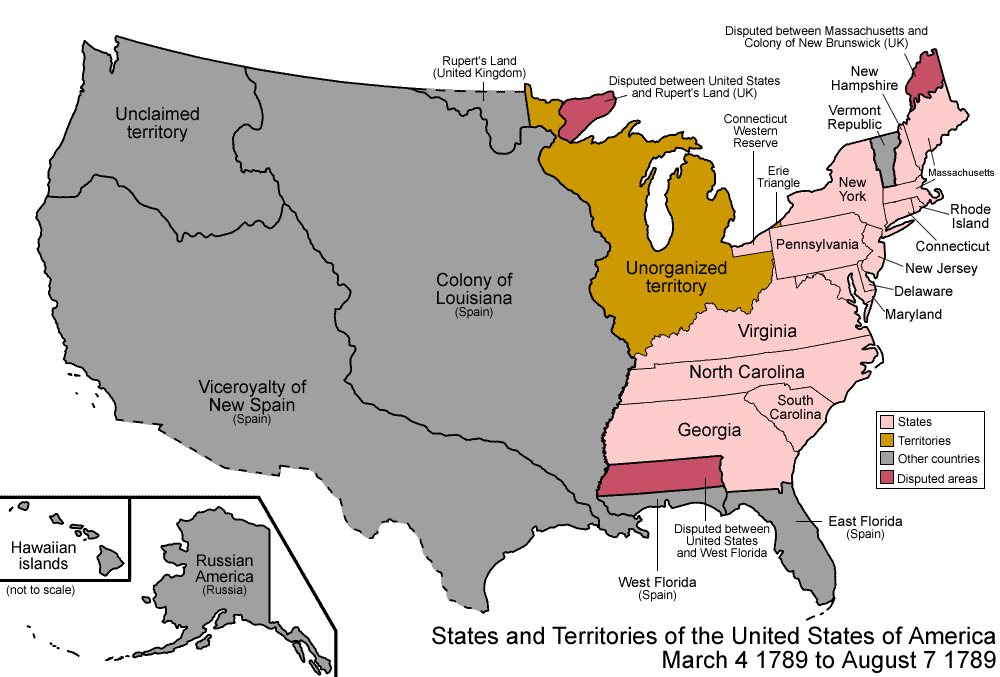
США у 1789 році

3 вересня 1783 — Паризький (Версальський) мирний договір. За підсумками війни за незалежність США (1775–1783) Велика Британія визнала свої колишні Тринадцять колоній як суверенні держави. Було встановлено держкордон між ними та Британською Північною Америкою (з декількома не визначеними ділянками), що були уточнені договором Вебстера — Ешбертона від 1842 року.

### Вермонт
4 березня 1791 року невизнана Республіка Вермонт, на частини території якої претендували штати Нью-Йорк і Нью-Гемпшир, була мирно анексована США і стала 14-м штатом.

### Територія Міссісіпі
27 жовтня 1795 договором Сан-Лоренцо були встановлені дружні відносини між США та Іспанією, а також північна межа іспанських колоній на узбережжі Мексиканської затоки — зокрема, між Західною Флоридою і майбутньою (1798) Територією Міссісіпі кордон встановлювався по 31-й паралелі.

### Луїзіана
Договір купівлі Луїзіани в 1803 році, був укладений з Наполеоном під час президентства Томаса Джефферсона; Територія була придбана у Франції за $ 15 млн (еквівалент $ 236 млн на початок XXI сторіччя). Невелика частина цієї землі була передана до Великої Британії в 1818 в обмін на басейн Червоної річки. Більша частина цього терену була передана до Іспанії в 1819 році під час покупки Флориди, але пізніше була повернута через анексію Техасу і мексиканські поступки.

### Західна Флорида

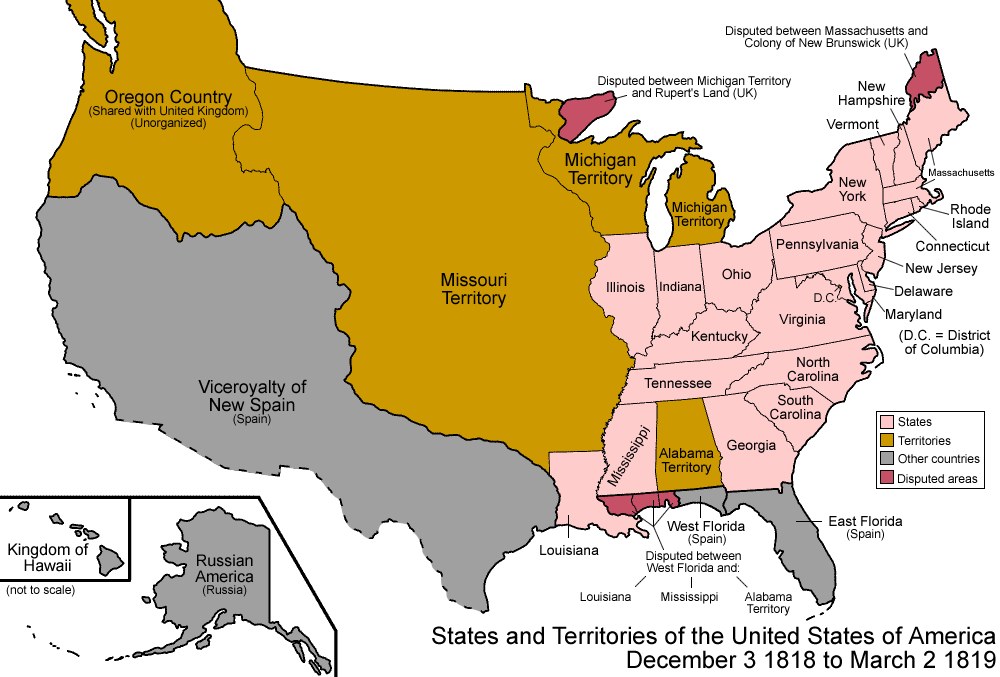
США у 1818 році

27 жовтня 1810 року США, незважаючи на протести Іспанії, анексували Західну Флориду від гирла Міссісіпі до річки Пердідо, обґрунтувавши тим, що ці землі були частиною купленої у Франції Луїзіани. За місяць до анексії там сталося антиіспанське повстання поселенців, в результаті якого була проголошена Республіка Західна Флорида, але вона не була визнана США і припинила існування. Але іспанцям в 1810 році вдалося утримати за собою землі Західної Флориди між річками Перл і Пердідо (округ Мобіл).
12 травня 1812 США анексували округ Мобіл (межиріччя Перл-Пердідо в іспанській Західній Флориді). Приводом послужила тривала англо-американська війна, в якій Іспанія брала участь як союзниця Великої Британії. Юридичне закріплення анексії відбулося в лютому 1819 по договору Адамса — Оніса разом з поступкою решти іспанської Флориди на користь США.

### Ред Рівер
20 жовтня 1818 в Лондоні була укладена Англо-американська конвенція, що визначила кордон між США і центральною частиною Британської Північної Америки (Канади) від озера Ері до Скелястих гір — при цьому від Лісового озера по 49-й паралелі. Це, зокрема, означало, що частина американської території в басейні Мілк-Рівер та інші терени, що заступали за 49-ту паралель частини колишньої Французької Луїзіани були віддані Канаді, а долина Ред Рівер канадської Землі Руперта опинилася у володінні США. Крім того, конвенція оголошувала що розташована на захід Скелястих гір аж до узбережжя Тихого океану Орегонська земля підлягає американо-британському «спільному використанню» протягом 10 років (з наступним продовженням),, фактично відклавши дозвіл цього територіального спору на майбутнє.

### Східна Флорида
22 лютого 1819 в Вашингтоні між США та Іспанією був укладений Договір Адамса — Оніса, що зафіксував передачу всієї Іспанської Флориди та Нейтральної землі Сполученим Штатам і визначив кордон між США і віцекоролівством Нова Іспанія (Мексика, Техас). Ослаблена Іспанія не могла утримувати індіанські племена Флориди від набігів на США, американцям доводилося здійснювати зустрічні каральні операції далеко за межами кордону. Заборгованість іспанського уряду, що творилася за претензіями громадян США на загальну суму близько $ 5,5 млн. У результаті Іспанська Флорида була передана США безкоштовно, але із зобов'язанням сплатити ці претензії. Іспано-американський кордон було визначено по річці Сабін від її гирла на північ вгору за течією до 32-ї паралелі, від 32-ї паралелі на північ до Ред-Рівер, по Ред-Рівер на захід до 100-го меридіана, по 100-му меридіану на північ до річки Арканзас, далі по цій річці вгору до витоку, від нього на північ до 42-ї паралелі та з цієї паралелі на захід до Тихого океану (при цьому виявилася спірною ділянка графства Міллер). Крім того, Іспанія передала США свої 250-річні претензії на тихоокеанські землі на північ від 42-ї паралелі(Орегонська земля, Аляска). Також стаття III договору, передбачала придбання невеликої частини центрального Колорадо

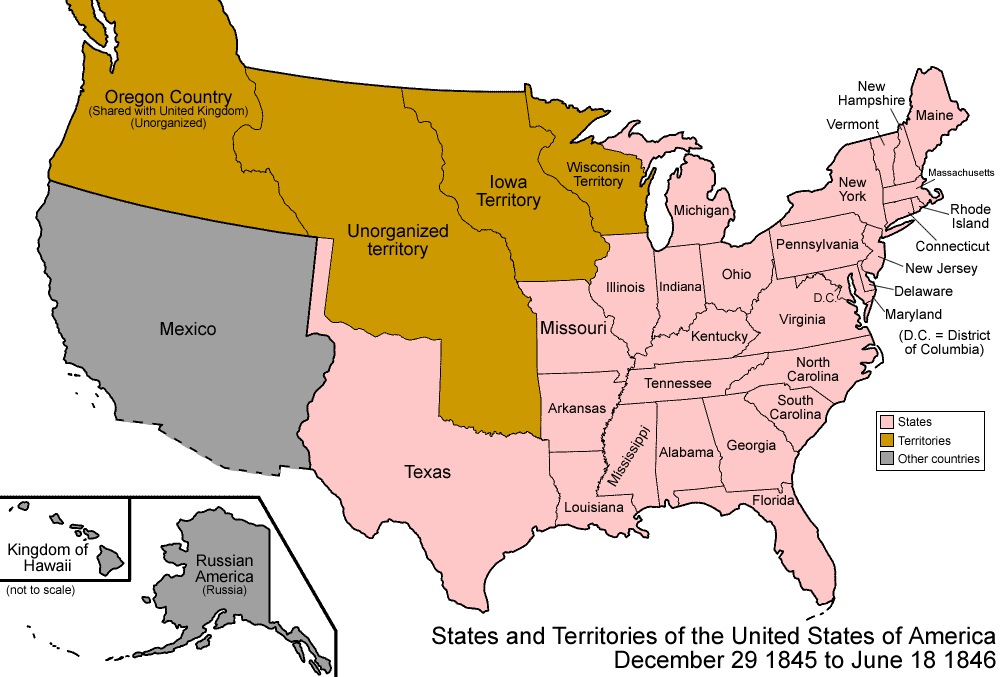
США у 1846 році

### Кордони Аляски
17 квітня 1824 в Санкт-Петербурзі Росією і США була підписана Російсько-американська конвенція, вона зафіксувала південний кордон Російської Америки на широті 54° 40 '. Таким чином Росія зняла свої претензії на Орегонську землю, а США встановили верхню межу своїх домагань на узбережжі Тихого океану. Наступного року аналогічний договір був підписаний і між Росією та Британською імперією.

### Упорядкування канадського кордону

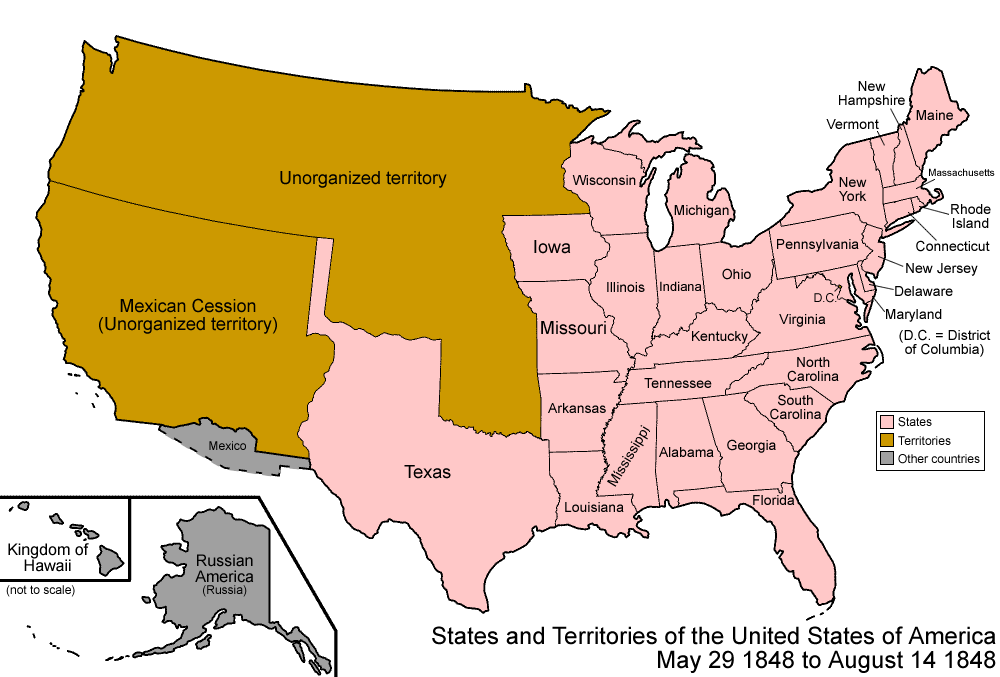
США у 1848 році

9 серпня 1842 у Вашингтоні Британська імперія і США підписали Договір Вебстера — Ашбертона, який завершив Арустукську війну і встановив кордон на спірній ділянці між штатом Мен і провінцією Нью-Брансвік, включаючи спірну територію Індіан Стрім. Крім того, договір уточнив кордон, що проходить по Великих озерах і на північному сході Території Вісконсин в районі Лісового озера. У 1850 році Британія поступилася США підводною скелею (Horseshoe Ree) площею менше ніж один акр на озері Ейр біля Баффало для спорудження маяка

### Техас
29 грудня 1845 відбулася анексія Техасу за планом, розробленим незалежною з 1836 року (але не визнаним Мексикою) Республікою Техас і США. Штат Арканзас таким чином паралельно вирішив на свою користь прикордонну суперечку 1819 через графство Міллер, успадкований Техасом від Мексики, а їй від Іспанії. Спільна резолюція двох палат Конгресу США про анексію і постанову про приєднання (Техас) навмисно не встановили кордонів Техасу. Західна частина останнього, межиріччя Ріо-Гранде і Нуесес, що не контролювалося техаською владою та оскаржувалося Мексикою. Це протиріччя викликало американо-мексиканську війну. Техас став 28 штатом. Техас претендував на терен Нью-Мексико на схід від Ріо-Гранде, але тільки зробив одну невдалу спробу окупувати його; Нью-Мексико було захоплено армією США в серпні 1846 потім приєднало окремо від Техасу. Мексика визнала втрату території в Договорі Гвадалупе-Ідальго, 1848.

### Орегон
15 червня 1846 у Вашингтоні був укладений Орегонський договір між Британською імперією і США, що встановив кордон їхніх володінь на Орегонській землі. Незважаючи на напруженість що збільшувалась і наявність експансіоністських устремлінь частини конгресменів США, які виступали за приєднання всієї спірної території аж до південного кордону Російської Америки, війна з Мексикою що почалася надала США прагнення домовитися по Орегону миром. У підсумку межа була встановлена по 49-й паралелі, при цьому острів Ванкувер залишився цілком за Британською Північною Америкою. Найбільша напруженість була через острови Сан-Хуан, якими спільно володарювали США і Велика Британія у 1846—1872 через неточності в договорі (див Суперечка через північно-західний кордон). Арбітраж віддав острови у єдиноособне володарювання США з 1872 року.

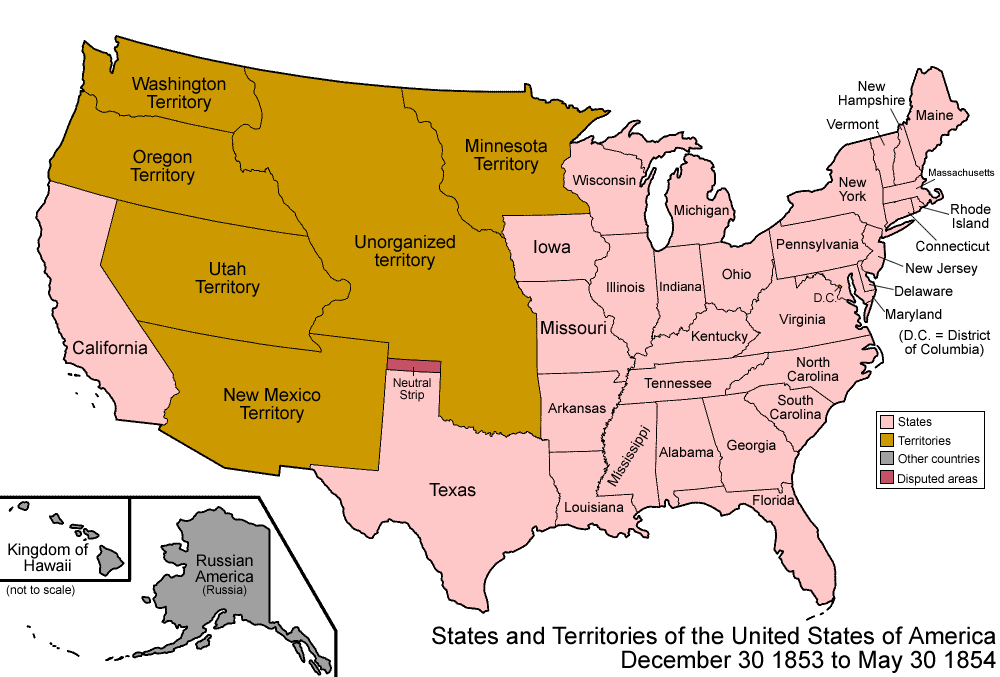
США у 1854 році

### Мексиканська поступка
15 серпня 1846 в ході американо-мексиканської війни США окупували територію Нью-Мексико і заявили про її приєднання, заснували там військову адміністрацію, а пізніше — тимчасовий уряд Території Нью-Мексико. Опір частини населення було придушено. Офіційно Мексика віддала цей регіон США в 1848 році.
2 лютого 1848 між Мексикою і США було укладено мирний договір Гвадалупе-Ідальго, згідно з яким Мексика визнавала втрату Техасу, відмовлялася на користь США від Верхньої Каліфорнії, Нової Мексики та району нижнього Ріо-Гранде (таким чином вирішилася прикордонна суперечка). Разом з Техасом втрата терену склала близько половини всієї площі Мексики (2,4 млн км²) або близько 15% території США. За ці землі Мексика отримала грошову компенсацію в $ 15 млн плюс погашення американським урядом приватних претензій до Мексики ще на $ 3,25 млн.
30 грудня 1853 відбулася «покупка Гадсдена»: за $ 10 млн США купили в Мексики на додаток до раніше придбаного ще 120 тис. км² прикордонної території на південь від річки Гіла і західніше Ріо-Гранде (ці землі на початок XXI сторіччя складають південні частини штатів Аризона і Нью-Мексико). Як основна причина покупки називався розроблений проєкт трансконтинентальної залізниці.

### З 1853

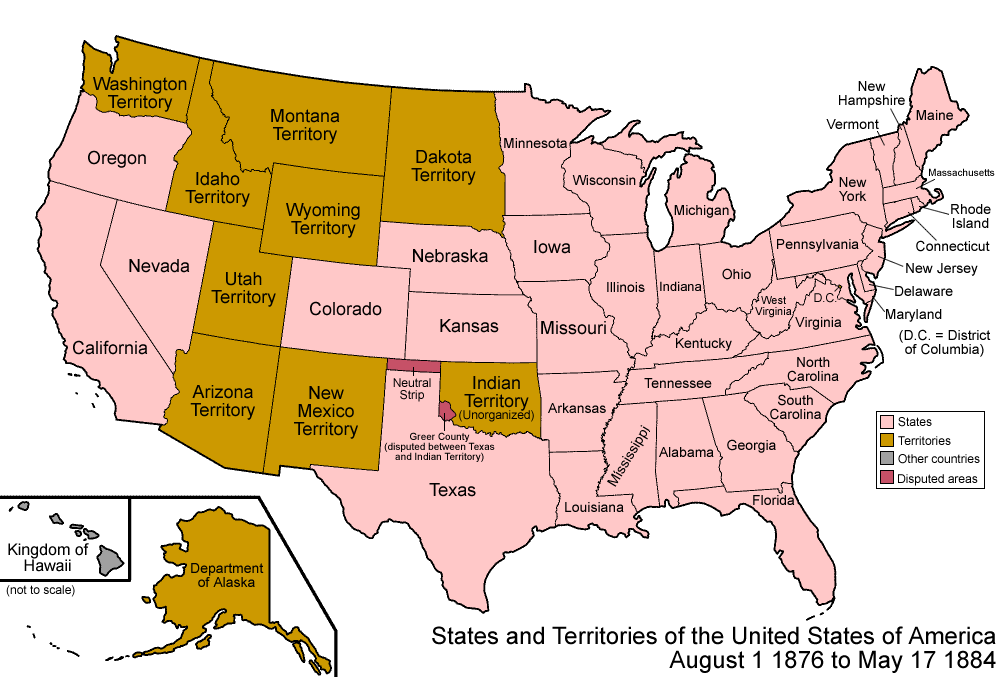
США у 1884 році

18 жовтня 1867 відбулася офіційна церемонія передачі у власність США Російської Америки, північноамериканських земель Російської імперії (Аляска, Алеутські острови тощо) загальною площею близько 1520 тисяч км², проданих 30 березня того ж року згідно з підписаною у Вашингтоні з двосторонньою угодою за $ 7,2 млн. Отримані за продаж гроші були витрачені Росією на обладнання для Курсько-Київської, Рязансько-Козловської, Московсько-Рязанської та ін. залізниць Росії.

## Ресурси інтернету
- The Insular Empire: America in the Mariana Islands, PBS documentary film & website [Архівовано 4 вересня 2017 у Wayback Machine.]*Judis, John B., Imperial Amnesia, Foreign Policy, архів оригіналу за 7 грудня 2004, процитовано 10 грудня 2014. (Alternate link [Архівовано 23 червня 2015 у Wayback Machine.])
- On the Coming Decline and Fall of the US Empire. transnational.org. Архів оригіналу за 14 липня 2006. Процитовано 30 липня 2006.
- USA and Latin America. casahistoria.net. Архів оригіналу за 10 грудня 2014. Процитовано 30 липня 2006.